# Bühren
Bühren là một đô thị thuộc huyện Göttingen, trong bang Niedersachsen, Đức. Đô thị này có diện tích 13,99 km². Dân số cuối năm 2006 là 560 người.